# Josif Pančić
Josif Pančić (17. duben 1814, Ugrini – 8. březen 1888, Bělehrad) byl srbský botanik a přírodovědec, narozený v Chorvatsku, na území tehdejší Rakouské říše. Roku 1847 se rakouského občanství zřekl a získal srbské, souběžně též přestoupil z katolicismu na pravoslaví. V této souvislosti si také změnil původní jméno Josip na Josif.

## Život

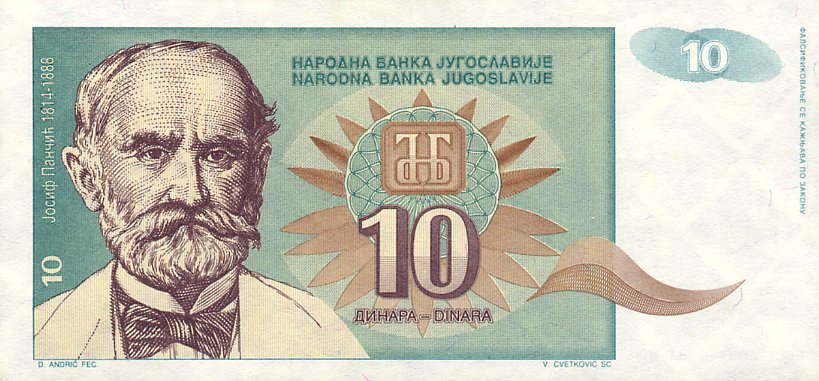
Josif Pančić je vyobrazen na desetidinárové bankovce

Narodil se v chudé zemědělské rodině v Ugrini poblíž Crikvenice na uzemí vojenské hranice v Habsburské monarchii. Strýc, který byl knězem, rozpoznal jeho talent a pomohl mu vystudovat nejprve střední školu v Rijece a posléze i školu vysokou. Začal studovat filosofii na univerzitě v Záhřebu, ale přešel na studium lékařství na univerzitě v Budapešti. Na medicíně se zapsal i na přednášky maďarského botanika a lékaře J. Sadlera, které ho velmi ovlivnily a rychle se specializoval právě na botaniku. Absolvoval roku 1843 a obhajobou dizertační práce s názvem Taxilogia botanica získal titul doktora medicíny i botaniky.
Po studiích se rozhodl pro soukromou lékařskou praxi v Budapešti, jeho ekonomická situace se však příliš nelepšila. Rozhodl se proto přijmout nabídku dělat vychovatele v hornickém městě v severním Banátu. Tak získal jistý příjem a zejména čas, který mohl začít věnovat vědě. Místo, kde pobýval, vyzývalo ke studiu hornin a minerálů, ale brzy začal podnikat také botanické výpravy do Karpat, na písečné duny Deliblatske peščary a do dunajské soutěsky Železná vrata.
V roce 1845 s botanickými a geologickými sbírkami odcestoval do Vídně, kde je daroval Přírodovědeckému muzeu. Tam se také seznámil s dalšími botaniky, S. L. Endlicherem a J. Heuffelem. Ve Vídni nějaký čas pobýval a zde se také spřátelil se srbským lingvistou Vukem Karadžićem, tvůrcem spisovné srbštiny, který se živě zajímal o Pančićovy průkopnické teorie.
K nim patřila i domněnka, že flóra Bosny je spojnicí mezi flórou adriatickou a panonskou. Chtěl ji ověřit a odjet do Bosny, ale protože bádal soukromě, potřeboval být v Bosně nějak zajištěn, mít tam nějaké s vědou nesouvisející poslání. V roce 1846 proto odjel do Bělehradu, kde požádal ministra vnitra o zaměstnání v Užici, na hranicích Bosny. Ministru vnitra se zdála žádost podezřelá (Bosna byla tehdy jako dnes oblastí s politickým napětím) a nevyhověl mu. Úplnou náhodou však Pančić potkal též ministra zahraničí, který se zmínil, že vláda nemá dost lidí, kteří by pomohli s epidemií tyfu[nepřesný odkaz] v oblasti Kragujevace. Pančić se jako lékař ihned nabídl, a tak se dostal do místa, které bylo pro jeho bádání klíčové. Jeho herbář, který zde posbíral, měl asi 180 tisíc položek.
Od roku 1853 působil v Bělehradě, nejprve učil na lyceu jako mimořádný profesor, od roku 1854 jako řádný profesor. Napsal v té době rovněž učebnici zoologie, geologie a mineralogie. Posléze začal přednášet na vysoké škole (Velika Škola', roku 1863 přejmenovaná na Bělehradskou univerzitu). Zde byl v letech 1866–1872 rektorem. V roce 1874 založil v Bělehradě botanickou zahradu, která tehdy byla na břehu Dunaje, později byla přemístěna do bývalého ovocného sadu Jevrema, dnes se proto nazývá Jevremovac.
V roce 1874 vydal své hlavní dílo Flora Kněževine Srbije ili vaskularne biljko, koje v Srbiji divlje rastu (Flora Principatu Serbiae). Je zde popsáno 2422 druhů cévnatých rostlin, z toho 31 do té doby neznámých (např. dva druhy ramondie (Ramonda serbica, Ramonda nathaliae), javor Acer intermedium či kozlík Valeriana bertiscea). Tato práce mu zajistila konečně reputaci, a to i mezinárodní.
Na jeho počest byly pojmenovány rostliny jako například pelyněk Pančičův (Artemisia pancicii), Cardamine pancicii (Hay.), Aquilegia pancicii, Valeriana pancicii (Hal. & Bald.), Cicerbita pancicii ((Vis.) Beauv.) a Orobanche pancicii.
Jako uznávaný botanik si mohl plánovat výpravy již bez potíží, květenu tak studoval v následujících letech v Bulharsku, v Černé Hoře, v pobřežním krasu, v oblasti kolem hor Orjen, Lovčen, Durmitor, Sinjavinu, Vojnik a Komovi a na horním toku řek Tara a Morača. U řeky Tara také po velkém úsilí objevil smrk omoriku (Picea omorika).
V 70. letech vstoupil i do politiky a veřejného života, v letech 1870-1871 byl poslancem Skupštiny (parlamentu). Roku 1880 byl jmenován prezidentem Kulturní rady na ministerstvu kultury. Roku 1884 se stal členem státní rady. V roce 1887 byl zvolen prvním prezidentem nově vzniklé Srbské královské akademie věd a umění.
Pančić si přál být pochován v pohoří Kopaonik. To se stalo až roku 1951, kdy tam byly jeho ostatky uloženy v malém mauzoleu, které dala postavit akademie věd ve spolupráci s bělehradskou univerzitou a turistickou jednotou. Mauzoleum bylo pobořeno při bombardování NATO v roce 1999.